# 有本欽隆
有本 欽隆（ありもと きんりゅう、1940年2月11日 - 2019年2月1日）は、日本の俳優、声優。鳥取県米子市出身。生前は平野企画に所属していた。

## 経歴
中学生の頃から映画スターになりたいと思いはじめ、中学2年の頃に、父親が買ってきた中里介山作の小説である『大菩薩峠』を読み、「この主人公を絶対にやるぞ」と思い演劇の道に進む決意をする。しかし、中学時代も高校時代も演劇部はあったものの、入部する勇気は無かった。
その後、東京に出て何となく芝居はやりたいと思っていた時、友達から「こういう奴が劇団をつくるから、一緒にやらないか」と言われ、何でもいいからやろうと思い、とあるジャン・ラシーヌ作の古典劇（題名は不明）に主人公の従者・伝令の役として舞台に出る。そこで野沢那智と知り合い、野沢が「劇団をつくる」と言ったので一緒になる。それから野沢や他のメンバーと共に劇団薔薇座を創立・所属した。本人いわく、舞台俳優デビューは24、5歳くらいの頃。薔薇座では野沢那智の妻の成瀬麗子と共に劇団の看板役者だった。
平野企画に所属する前は東京俳優生活協同組合、新企画、ぷろだくしょんバオバブに所属していた。早稲田大学中退。
2019年2月1日、食道癌のため死去。78歳没。『PSYCHO-PASS サイコパス』シリーズで共演していた東地宏樹によれば、『PSYCHO-PASS サイコパス Sinners of the System Case2』の収録当時（同作公開の約2年半前）から体調を崩していたという。また、同じく共演していた関智一によれば、同シリーズの面白さが当初はわからなかったが、終盤は役を気に入って面白がっていたという。また死去後に放送された『ちはやふる3』では、過去の音源と映像出演のみとなっている。

## 人物・エピソード
声種はバリトン。落ち着いた感じの声で、端整な風貌の博士、父親役で知られていた。
吹き替えでは海外ドラマ『クリミナル・マインド FBI行動分析課』のジェイソン・ギデオン役で知られており、俳優ではクリストファー・ウォーケンやジェレミー・アイアンズなどを担当していた。
剣道初段。喫煙者でギャンブル好きであった。特技は鳥取弁、ゴルフ。
既婚者で娘がいる。

## 代役・後任
有本の持ち役を引き継いだ人物は以下の通り。
| 後任       | 役名                                   | 作品                                            | 後任の初出演                              |
| ---------- | -------------------------------------- | ----------------------------------------------- | ----------------------------------------- |
| 金尾哲夫   | 黒服の男                               | 『ウエストワールド』                            | シーズン2                                 |
| 金尾哲夫   | 響木正剛                               | 「イナズマイレブンシリーズ」                    | 『イナズマイレブン アレスの天秤』         |
| 金尾哲夫   | ラマ・スー                             | 「スター・ウォーズシリーズ」                    | 『スター・ウォーズ: バッド・バッチ』      |
| 菅生隆之   | マイク・エルマントラウト               | 『ベター・コール・ソウル』                      | シーズン4                                 |
| 菅生隆之   | ヴィントシュトレ・フォン・フリューゲル | 『ファイアボール ユーモラス』                   | 『ファイアボール外伝 ワンダーの方へ』     |
| 菅生隆之   | ピーター・マカリスター                 | 『ホーム・アローン2』（フジテレビ版）           | WOWOW放送用追加収録                       |
| 銀河万丈   | ハリー・マクドナルド                   | 『デンジャラス・ビューティー2』（日本テレビ版） | WOWOW放送用追加収録                       |
| 秋元羊介   | トーマス・モロー                       | 『NCIS 〜ネイビー犯罪捜査班』                   | シーズン10                                |
| 大友龍三郎 | エドワード・ニューゲート（白ひげ）     | 『ONE PIECE』                                   | テレビCM「HUNGRY DAYS」                   |
| 斎藤志郎   | ホー隊長                               | 『奇蹟/ミラクル』                               | WOWOW放送用追加収録                       |
| 手塚秀彰   | ノックス                               | 『鋼の錬金術師 FULLMETAL ALCHEMIST』            | 『鋼の錬金術師 MOBILE』                   |
| 佐々木勝彦 | エルナン・レイエス                     | 『ワイルド・スピードシリーズ』                  | 『ワイルド・スピード/ファイヤーブースト』 |
| 星野充昭   | AJ・チェグウィデン                     | 『NCIS:LA 〜極秘潜入捜査班』                    | シーズン8                                 |
| 沢木郁也   | ビースト                               | 『X-MENシリーズ』（劇場公開版）                 | 『マーベルズ』                            |

## 出演
太字はメインキャラクター。

### テレビアニメ
1966年
- おそ松くん（第1作）（銀行員）

1979年
- 科学忍者隊ガッチャマンF（ダニエル・シュバール）

1980年
- ベルサイユのばら

1981年
- 六神合体ゴッドマーズ（1981年 - 1982年、ワール、グーロ）

1984年
- キャッツ♥アイ（氷室警視）

1985年
- おねがい!サミアどん（1985年 - 1986年、ホブキンス 他）

1986年
- 忍者戦士飛影（代表A）

1987年
- シティーハンター（1987年 - 1999年、野上警視総監） - 1シリーズ + 特別編3作品

1989年
- ウルトラB（社長）

1991年
- おにいさまへ…（奈々子の父）
- 横山光輝 三国志

1992年
- あしたへフリーキック（フランク・バーモン）
- 宇宙の騎士テッカマンブレード（ボガード）
- 風の中の少女 金髪のジェニー（フレデリック・マクダウェル / フレディ）
- フランダースの犬 ぼくのパトラッシュ（船長）

1993年
- 海がきこえる（里伽子の父）
- 美味しんぼ 日米コメ戦争（議員B）
- 機動戦士Vガンダム（ビスタン、テングラシー・ルース）
- 疾風!アイアンリーガー（1993年 - 1994年、リカルド銀城）
- ミラクル☆ガールズ（校長先生）

1994年
- 機動武闘伝Gガンダム（1994年 - 1995年、ドモンの父 / カッシュ博士、クラブ・エース）
- きょうふのキョーちゃん（ダウンタウンのごっつええ感じより）（田原総一朗）
- 覇王大系リューナイト（ビルフォード）
- ヤマトタケル（アマノシラトリ）

1995年
- 怪盗セイント・テール（ペットショップのオーナー）
- 新機動戦記ガンダムW（1995年 - 1996年、ウェリッジ、ウィナー、タウンゼント）
- バーチャファイター（ブルース・ブライアント）
- ロミオの青い空（カセラ教授）

1996年
- ガンバリスト!駿（学園長）
- きこちゃんすまいる（ホアノフスキー）
- 逮捕しちゃうぞ（1996年 - 2001年、FOX和尚） - 2シリーズ
- マッハGoGoGo（ロバート、ガディロス）
- 名探偵コナン（1996年 - 2016年、旗本祥二、相原信吾、曽我操夫、上島長郎、上司、犬伏禅也、長井徳次郎）

1997年
- 機動戦艦ナデシコ（中年男）
- 手塚治虫の旧約聖書物語（アダム）
- 吸血姫美夕（優子の父）

1998年
- ガサラキ（豪和義猛）
- DTエイトロン（クラスター）
- TRIGUN（町内会長）
- バブルガムクライシス TOKYO 2040（1998年 - 1999年、スティングレイ）

1999年
- KAIKANフレーズ（支配人）
- 週刊ストーリーランド（神様、ナレーション）
- 天使になるもんっ!（ミルク関）
- ぶぶチャチャ（1999年 - 2001年、ナレーション） - 2シリーズ
- ポケットモンスター（1999年 - 2000年、フォード、デンジロウ）

2000年
- 風まかせ月影蘭
- 機巧奇傳ヒヲウ戦記（名主、源内）
- ゲートキーパーズ（イージス極東支部指令長官）
- 陽だまりの樹（緒方洪庵）

2001年
- 鋼鉄天使くるみ2式（当主）
- The Soul Taker 〜魂狩〜（エド）
- シャーマンキング（ガス）
- 星界の戦旗II（ゲオル・メイディーン）
- 地球防衛家族（防衛司令）
- パチスロ貴族 銀（芝浦太）
- パラッパラッパー（タンバリン）
- PROJECT ARMS（高槻巌）

2002年
- 機動戦士ガンダムSEED（パトリック・ザラ）
- サイボーグ009 THE CYBORG SOLDIER（ブラウン教授）※第38話
- 東京ミュウミュウ（番組司会者）
- 十二国記（院白沢）
- ヒートガイジェイ（執政官）

2003年
- アストロボーイ・鉄腕アトム（エリカの父）※第19話
- 真月譚 月姫（遠野槙久）
- 高橋留美子劇場 人魚の森（鱗の父）
- 鋼の錬金術師（2003年 - 2004年、コーネロ）
- 冒険遊記プラスターワールド（ゴンゴラゴン）
- LAST EXILE（ネストル・メッシーナ）
- ONE PIECE（2003年 - 2012年、エドワード・ニューゲート / 白ひげ）

2004年
- アガサ・クリスティーの名探偵ポワロとマープル（トッド）
- エルフェンリート（角沢長官）
- 機動戦士ガンダムSEED DESTINY（パトリック・ザラ）
- 鉄人28号（第4作）（ドラグネット博士）
- 天上天下（高柳道現）
- 爆裂天使（ラオパン）
- 舞-HiME（ジョセフ・グリーア神父）
- MADLAX（グエン）
- MONSTER（2004年 - 2005年、グロス、リーベルト）

2005年
- ガンパレード・オーケストラ（師団長）
- 強殖装甲ガイバー（リヒャルト・ギュオー）
- スターシップ・オペレーターズ（間宮タツマ）
- とっとこハム太郎（ジェラール）
- NARUTO -ナルト-（かぐや一族・族長）
- ルパン三世 天使の策略 〜夢のカケラは殺しの香り〜（国防長官）

2006年
- ああっ女神さまっ それぞれの翼（矢間野正元）
- イノセント・ヴィーナス（長官）
- エンジェル・ハート（李謙徳、李堅強〈李大人〉）
- 陰からマモル!（審査委員長）
- 牙 -KIBA-（ディミトリ・カーン、ヴェンダー）
- 蒼天の拳（葉）
- 獣王星（オーディン）
- 天保異聞 妖奇士（内田弥太郎）
- 内閣権力犯罪強制取締官 財前丈太郎（笹野篤之）
- ワンワンセレプー それゆけ!徹之進（ネオ）

2007年
- 機神大戦ギガンティック・フォーミュラ（ダニエル・ピーターソン）
- 獣神演武 -HERO TALES-（闘核）
- BACCANO! -バッカーノ!-（セラード・クェーツ）
- MOONLIGHT MILE（スティーブ・オブライエン）

2008年
- イナズマイレブン（2008年 - 2011年、響木正剛）
- ゴルゴ13（フラナガン）
- 破天荒遊戯（祖父）
- 流星のロックマン トライブ（ブラキオ）
- ルパン三世 sweet lost night 〜魔法のランプは悪夢の予感〜（脳外科医）

2009年
- 鋼殻のレギオス（廃貴族ガンドウェリア）
- 蒼天航路（張譲）
- 鋼の錬金術師 FULLMETAL ALCHEMIST（ノックス）
- BLEACH（朽木銀嶺）

2010年
- アイアンマン（塚本教授）
- GIANT KILLING（平泉）
- RAINBOW-二舎六房の七人-（福本組総長）

2011年
- イナズマイレブンGO（2011年 - 2012年、響木正剛）
- UN-GO（加納信実）
- ちはやふる（2011年 - 2020年、綿谷始） - 3シリーズ
- NO.6（老）

2012年
- 頭文字D Fifth Stage（2012年 - 2013年、小柏健）
- 宇宙兄弟（エディ・ジェイ）
- この中に1人、妹がいる!（厳田）
- PSYCHO-PASS サイコパス（征陸智己）
- じょしらく（ローゼン閣下、男D）
- LUPIN the Third -峰不二子という女-（大統領）

2013年
- キルラキル（纏一身）
- 東京レイヴンズ（オメガ）

2014年
- ジョジョの奇妙な冒険 スターダストクルセイダース（カメオ）
- フューチャーカード バディファイト（2014年 - 2017年、終焉魔竜 アジ・ダハーカ / 終末の大魔竜 アジ・ダハーカ / 黒天太陽竜 アジ・ダハーカ“ダ・エーワ”） - 3シリーズ
- まじっく快斗1412（2014年 - 2015年、ボス）
- ONE PIECE “3D2Y” エースの死を越えて! ルフィ仲間との誓い（エドワード・ニューゲート / 白ひげ）

2015年
- うしおととら（マルコ・パブロティ）
- Classroom☆Crisis（古林ケンショウ）
- 落第騎士の英雄譚（黒鉄龍馬）
- ルパン三世 PART IV（ロベルト・ゴッティ）
- ONE PIECE エピソードオブサボ 〜3兄弟の絆 奇跡の再会と受け継がれる意志〜（エドワード・ニューゲート / 白ひげ）

2016年
- 機動戦士ガンダムUC RE:0096（リカルド・マーセナス）
- 装神少女まとい（草薙清玄）

2017年
- ファイアボール ユーモラス（ヴィントシュトレ・フォン・フリューゲル）

2018年
- citrus（理事長）
- 若おかみは小学生!（秋野源蔵）

2019年
- イナズマイレブン オリオンの刻印（響木正剛） - ライブラリ出演

### 劇場アニメ
1982年
- 六神合体ゴッドマーズ（ワール）

1987年
- 宝島

1993年
- 蒼い記憶 満蒙開拓と少年たち（吉崎清造）

1996年
- APO APOワールド ジャイアント馬場90分一本勝負（ナレーション）

1998年
- 機動戦士ガンダム 第08MS小隊 ミラーズ・レポート（輸送艇艦長）
- スプリガン（ヤマモト）

1999年
- ガンドレス（ゴウマン）
- ドラえもん のび太の宇宙漂流記（リーベルト司令官）

2001年
- 頭文字D Third Stage -INITIAL D THE MOVIE-（小柏健）
- カウボーイビバップ 天国の扉（本部長）

2005年
- ブラック・ジャック ふたりの黒い医者（グッドマン）
- 名探偵コナン 水平線上の陰謀（新見謙介）

2010年
- 劇場版イナズマイレブン 最強軍団オーガ襲来（響木正剛）

2011年
- マルドゥック・スクランブル 燃焼（プロフェッサー・フェイスマン）

2013年
- キャプテンハーロック -SPACE PIRATE CAPTAIN HARLOCK-（元老）

2014年
- 宇宙兄弟＃0（エディ・ジェイ）

2019年
- PSYCHO-PASS サイコパス Sinners of the System Case.2「First Guardian」（征陸智己）

### OVA
1988年
- エースをねらえ!2
- トウキョウ・バイス（倉田部長）
- トップをねらえ!（カルネアデス計画司令）
- ドラゴンズヘブン（メッセンジャー）
- プロジェクトA子3 シンデレラ・ラプソディ（地球防衛軍隊員A）
- 六神合体ゴッドマーズ 十七歳の伝説（ワール）

1989年
- 華星夜曲（羽生侯爵〈2代目〉）
- 敵は海賊〜猫たちの饗宴〜（デニケン）
- MEGAZONE23 III（ネットポリス）

1991年
- いしいひさいちの大政界（ナレーション）
- 銀河英雄伝説（アントン・ヒルマー・フォン・シャフト）

1992年
- グリーンレジェンド乱（ドクターキム）
- 世界の光 親鸞聖人（藤原範綱）
- ぷりんせすARMY ウェディング★COMBAT（一条雄二）
- 超時空要塞マクロスII -LOVERS AGAIN-（プロデューサー）

1993年
- ザ・コクピット 成層圏気流（上官）
- ぼくの地球を守って（ラズロ）

1994年
- 宇宙の騎士テッカマンブレードII（艦長）
- キャプテン翼 最強の敵!オランダユース（見上辰夫）
- 逮捕しちゃうぞ（和尚）
- タンタンの冒険旅行（アルカサル将軍）
- 臀撃おしおき娘ゴータマン ゴータマン誕生編（教頭）

1995年
- 卒業 〜Graduation〜（聖美の父）

1996年
- 機動戦士ガンダム 第08MS小隊（艇長、士官）
- KI・ME・RA（ギブソン〈ジェイの父〉）

1997年
- ヴァンパイアハンターVol.2「闇の血、闇の力」（オーナー）
- 八雲立つ（布椎海潮）

1998年
- 青の6号（伊賀徳洋）
- ゴルゴ13〜QUEEN BEE〜（ロバート・ハーディ）
- スレイヤーズえくせれんと（フィッツマイヤー）
- 魔界転生（松平信綱）

2002年
- ゲートキーパーズ21（定山警部）
- マクロス ゼロ（中島雷蔵）

2004年
- 疾風!アイアンリーガー 銀光の旗の下に（1994年 - 1995年、リカルド）
- 新ゲッターロボ（早乙女博士）

2005年
- いちご100% -さわやかペンションクライシス〜オーナーに気をつけろ! 編-（更埴の父）
- ストリートファイターALPHAジェネレーション（轟鉄）
- 天上天下 ULTIMATE FIGHT（高柳道現）

2007年
- 装甲騎兵ボトムズ ペールゼン・ファイルズ（グレーゾン）

2010年
- 機動戦士ガンダムUC（リカルド・マーセナス）
- ムダヅモ無き改革 -The Legend of KOIZUMI-（麻生タロー）
- ONE PIECE FILM STRONG WORLD EPISODE:0（白ひげ）

2011年
- SUPERNATURAL: THE ANIMATION（ジェイソン）
- 鳥取県西部の民話（ナレーション、登場人物）

2018年
- イナズマイレブン Reloaded（響木正剛）

### Webアニメ
- ポケモンジェネレーションズ（2016年、老紳士）

### ゲーム
1993年
- 夢見館の物語（蒐集家）

1995年
- スターゲイト（ジャック・オニール）
- タクティクスオウガ（ロンウェー）

1996年
- 月花霧幻譚〜TORICO〜（アントニー）

1997年
- ウルティマ アンダーワールド（ナレーター）
- 天外魔境 第四の黙示録（カスター将軍）
- ルパン三世 カリオストロの城 -再会-（見知らぬ男、高速艇乗り場の男）

1998年
- 季節を抱きしめて（編集長）

2000年
- SDガンダム GGENERATION（2000年 - 2025年、リカルド・マーセナス、クラブ・エース、パトリック・ザラ、ジェフリー・ダイン） - 6作品
- エターナルアルカディア（ガルシアン）

2001年
- ソニックアドベンチャー2（大統領）
- ソニックアドベンチャー2バトル（大統領）
- レガイア デュエルサーガ（カザン）

2003年
- アークザラッド 精霊の黄昏（ヴォルク）
- オペレーターズサイド（ジョー・パワーズ）
- 零 紅い蝶（霊各種）
- My Merry Maybe（草津かつき）
- ラチェット&クランク2 ガガガ!銀河のコマンドーっす（ドクター・フルブラッダー）
- デカボイス（サイモン）

2004年
- アークザラッドジェネレーション（ヴォルク）
- ACE COMBAT 5 THE UNSUNG WAR（アシュレイ・ベルニッツ）
- 機動戦士ガンダムSEED 終わらない明日へ（パトリック・ザラ）
- シャドウハーツII（ヨウィス・エイブラハム）
- 鋼の錬金術師2 赤きエリクシルの悪魔（コーネロ）
- FATAL FRAME II CRIMSON BUTTERFLY DIRECTOR'S CUT（霊各種）

2005年
- 零 －刺青ノ聲－（霊各種）
- My Merry May with be（草津かつき）

2006年
- JEANNE D'ARC（神官）
- 舞-HiME 運命の系統樹（ジョセフ・グリーア / 天河諭）

2007年
- チョコボの不思議なダンジョン 時忘れの迷宮
- ONE PIECE アンリミテッドアドベンチャー（白ひげ / エドワード・ニューゲート）

2008年
- 幻想水滸伝ティアクライス（ベルフレイド）

2009年
- イナズマイレブンシリーズ（2009年 - 2010年、響木正剛） - 2作品

2009年
- ONE PIECE アンリミテッドクルーズ エピソード2 -目覚める勇者-（白ひげ / エドワード・ニューゲート）

2010年
- ONE PIECE ギガントバトル!（白ひげ / エドワード・ニューゲート）
- ONE PIECE ワンピーベリーマッチW（白ひげ / エドワード・ニューゲート）

2011年
- イナズマイレブン ストライカーズ（2011年 - 2012年、響木正剛） - 3作品
- イナズマイレブンGO シャイン/ダーク（響木正剛）
- エースコンバット アサルト・ホライゾン（イワン・スタグレイショフ）
- 第2次スーパーロボット大戦Z 破界篇（ワール）
- ONE PIECE アンリミテッドクルーズ スペシャル（白ひげ / エドワード・ニューゲート）
- ONE PIECE ギガントバトル! 2 新世界（白ひげ / エドワード・ニューゲート）

2012年
- 零 眞紅の蝶（霊各種）
- ワンピース 海賊無双（2012年 - 2015年、白ひげ / エドワード・ニューゲート） - 3作品
- ワンピース ROMANCE DAWN 冒険の夜明け（白ひげ / エドワード・ニューゲート）

2013年
- ONE PIECE アンリミテッドワールド レッド（白ひげ / エドワード・ニューゲート）

2014年
- ONE PIECE 超グランドバトル! X（白ひげ / エドワード・ニューゲート）
- ONE PIECE ワンピースキングス（白ひげ / エドワード・ニューゲート）

2015年
- PSYCHO-PASS サイコパス 選択なき幸福（征陸智己）

2016年
- ONE PIECE トレジャークルーズ（白ひげ / エドワード・ニューゲート）

2018年
- デトロイト ビカム ヒューマン（カール・マンフレッド）

2022年
- ジョジョの奇妙な冒険 オールスターバトルR（カメオ）

### ドラマCD
- Weiß kreuz Wish A Dream collection III THE ORCHID under THE SUN 太陽の蘭（津波社長）
- PSYCHO-PASS サイコパス/ゼロ 名前のない怪物 上巻（征陸智己[50]）
- 私立ジャスティス学園 アドベンチャードラマアルバム ねらわれた太陽学園 熱血探偵編（太陽学園教頭）
- 創竜伝（花井宗彦）
- ドラマCD 八雲立つ 音盤物語（布椎海潮）
- MIND ASSASSIN 2（カール・クレーラー）
- レジェンド・オブ・クリスタニア〜はじまりの冒険者たち〜（オルドガ）

### 吹き替え

#### 担当俳優
アラン・デイル
- NCIS 〜ネイビー犯罪捜査班（トーマス・モロー）※Dlife版
- キャプテン・アメリカ/ウィンター・ソルジャー（ロックウェル理事）
- プリースト（チェンバレン枢機卿）

エド・ハリス
- ウエストワールド（謎の男〈初代〉）※シーズン1のみ
- ステート・オブ・グレース（フランキー・フラネリ）※VHS版
- ビューティフル・マインド（ウィリアム・パーチャー）
- 僕はラジオ（ハロルド・ジョーンズ）

クリストファー・ウォーケン
- アメリカン・スウィートハート（ハル・ワイドマン）
- ジーリ（スタンリー・ジャコベリス）
- ジョー・ダート 華麗なる負け犬の伝説（クレム）
- 隣のリッチマン（Jマン）
- ドミノ（マーク・ハイス）
- バスキア（インタビュアー）
- マイ・ボディガード（ポール・レイバーン）
- ラストマン・スタンディング（ヒッキー）※ソフト版
- ランダウン ロッキング・ザ・アマゾン（ハッチャー）※ソフト版
- ロビン・ウィリアムズのもしも私が大統領だったら…（ジャック・メンケン）

コルム・フィオール
- AIRBORNE エアボーン（ロン・シンプソン）
- パール・ハーバー（ハズバンド・キンメル）※テレビ朝日版
- ハイウェイマン（ファーゴ）※ソフト版
- プレジデント・トルーマン（チャーリー・ロス）

ジェレミー・アイアンズ
- アサシン クリード（アラン・リッキン）
- ある天文学者の恋文（エドワード・フィーラム教授）
- エラゴン 遺志を継ぐ者（ブロム）
- キングダム・オブ・ヘブン（ティベリウス卿）
- ピンクパンサー2（アロンゾ・アヴェヤネダ）
- レッド・スパロー（コルチノイ将軍）

ジョアキム・デ・アルメイダ
- デスペラード（ブチョ）※DVD・VHS版
- ボビーZ（ドン・ワテロ）
- ワイルド・スピード MEGA MAX（レイエス）

ジョナサン・バンクス
- ブレイキング・バッド（マイク・エルマントラウト）
- VEGAS/ベガス（アンジェロ・ラフラッタ）
- ベター・コール・ソウル（マイク・エルマントラウト）※シーズン3まで
- 48時間（アルグレン）※テレビ朝日版

デニス・ファリーナ
- アウト・オブ・サイト（マーシャル・シスコ）※ソフト版
- 蜘蛛女（ニック・ガザーラ）※ソフト版
- プライベート・ライアン（ウォルター・アンダーソン中佐）※ソフト版
- レインディア・ゲーム（ジャック・バングス）※ソフト版

ドナルド・サザーランド
- 死霊伝説 セーラムズ・ロット（リチャード・スレイカー）
- ダーティ・セクシー・マネー（トリップ・ダーリング）
- 同居人 背中の微かな笑い声（テッド・ロバーズ）※VHS版
- 密告者（ジョセフ）
- モンスター上司（ジャック・ペリット）

トム・スケリット
- スティーヴン・キングのデスペレーション（ジョン・エドワード・マリンヴィル）
- ティアーズ・オブ・ザ・サン（ビル・ロード大佐）
- ピケット・フェンス ブロック捜査メモ（ジミー・ブロック保安官）

ピーター・フォンダ
- エスケープ・フロム・L.A.（パイプライン）※フジテレビ版
- ゴーストライダー（メフィスト）
- 3時10分、決断のとき（バイロン・マッケルロイ）
- CSI:ニューヨーク7（ビル・ハント）

ブレット・カレン
- コールドケース 迷宮事件簿 #2（ロブ・ディーマー）
- スタートレック:ディープ・スペース・ナイン シーズン3 #8（デラール）
- バーン・ノーティス 元スパイの逆襲 #8（ローレンス・ヘンダーソン）

ベン・キングズレー
- サスペクト・ゼロ（ベンジャミン・オライアン）
- シャッター アイランド（ジョン・コーリー医師）
- モーリス（ラスカー・ジョーンズ）※テレビ東京版

リチャード・ジェンキンス
- あなたに降る夢（C・ヴァーノン・ヘイル）
- イーストウィックの魔女たち（クライド）
- 君がいた夏（ハンク・チャンドラー）
- ザ・コア（トーマス・パーセル将軍）※ソフト版
- 12人のパパ（シェイク）

レイモンド・J・バリー
- X-ファイル（マティソン上院議員）
  - シーズン2 #1「リトル・グリーン・マン」
  - シーズン3 #9「二世」
  - シーズン6 #9「S.R.819」

- 絶叫屋敷へいらっしゃい（マーク検事総長）
- マッド・シティ（ローレンス・ドビンズ）※フジテレビ版

#### 映画
- アーク 失われたマヤの財宝（アンドリュー・ファロン〈フレッド・ウォード〉）
- 逢いたくて（ベルナール〈ベルナール・ル・コック〉）
- アイデンティティー（テイラー判事〈ホームズ・オズボーン〉）※ソフト版
- アイ・フランケンシュタイン（ナベリアス〈ビル・ナイ〉）
- 蒼い記憶（クレイ・ヒンクル〈ジョー・ドン・ベイカー〉）
- 青いドレスの女（トッド・カーター〈テリー・キニー〉、リチャード・マッギー）
- 悪女（ステイン侯爵〈ガブリエル・バーン〉）
- アサルト13 要塞警察（マーカス・デュバル警部〈ガブリエル・バーン〉）※ソフト版
- アトミック・トレイン（大統領〈エドワード・ハーマン〉）※テレビ朝日版
- あなたに恋のリフレイン（バグジー・シーガル〈アーマンド・アサンテ〉）
- アビス（ディマルコ准将〈J・ケネス・キャンベル〉）※フジテレビ版
- ア・フュー・グッドメン（ストーン軍医〈クリストファー・ゲスト〉、ウエスト大佐）
- アポロ13（ケン・マッティングリー〈ゲイリー・シニーズ〉）※ソフト版
- アメリカン・パロディ・シアター（スティーヴ・ネルソン船長〈スティーヴ・フォレスト〉、スティーヴ・アレン）
- アメリカン・ヒストリーX（マーレイ〈エリオット・グールド〉、キャメロン・アレクサンダー〈ステイシー・キーチ〉）
- 嵐の中で輝いて（インタビュアー）※テレビ東京版
- アラン・スミシー・フィルム（ロバート・エヴァンス、ビリー・ボブ・ソーントン）
- アルカトラズからの脱出 ※テレビ朝日版
- ある貴婦人の肖像（ウォーバトン卿〈リチャード・E・グラント〉）
- ある日どこかで（W・F・ロビンソン〈クリストファー・プラマー〉）※ソフト版
- アンダーグラウンド・インフェルノ（市長）
- アンダー・プレッシャー（艦長〈スタンリー・カメル〉）
- アンダーワールド ブラッド・ウォーズ（カシウス〈ジェームズ・フォークナー〉）
- 遺産相続は命がけ!?（カール〈エド・ベグリー・ジュニア〉）
- 1941（ジョセフ・W・スティルウェル中将〈ロバート・スタック〉）※BD版
- 愛しのグランマ（カール〈サム・エリオット〉）
- イミテーション・ゲーム/エニグマと天才数学者の秘密（デニストン中佐〈チャールズ・ダンス〉）
- イレイザー（ウィリアム・ドナヒュー〈ジェームズ・クロムウェル〉、シフ）※ソフト版
- インサイダー（マイク・ウォレス〈クリストファー・プラマー〉）※機内上映版
- インターステラー（ブランド教授〈マイケル・ケイン〉）
- インターセプター（ハレルソン少佐）※テレビ東京版
- インディ・ジョーンズ/最後の聖戦（マーカス・ブロディ〈デンホルム・エリオット〉）※WOWOW・BD版
- ウィラード（フランク・マーティン〈R・リー・アーメイ〉）
- ウィロー（アーク〈ギャヴァン・オハーリー〉）※ソフト版
- ウェールズの山（デーヴィス校長）
- ヴェニスの商人（シャイロック〈アル・パチーノ〉）
- 運命の扉（ジェローム・ワース）
- 運命のボタン（アーリントン・スチュワード〈フランク・ランジェラ〉）
- エージェント・コーディ ミッション in LONDON（ダンカン・ケンワース〈ジェームズ・フォークナー〉）
- エイリアン3（ビショップ〈ランス・ヘンリクセン〉）※フジテレビ版
- エイリアン・ネイション（市長）※ソフト版
- エクソシスト ディレクターズ・カット版（キンダーマン警部〈リー・J・コッブ〉、デミアンの叔父）
- エクソシスト3（ライアン刑事〈ドン・ゴードン〉）※フジテレビ版
- X-ファイル: 真実を求めて（ジョー神父〈ビリー・コノリー〉）※ソフト版
- X-MEN:ファイナル ディシジョン（ヘンリー “ハンク”・マッコイ / ビースト〈ケルシー・グラマー〉）※劇場公開版
- エニイ・ギブン・サンデー（コミッショナー〈チャールトン・ヘストン〉）※ソフト版
- F/X2 イリュージョンの逆転（弁護士、代表、警官4）※VHS版
- L.A.マフィア戦争/大殺戮（融資担当者〈フレッド・ウィラード〉）
- オーシャンズ13（ウィリー・バンク〈アル・パチーノ〉）※ソフト版
- オースティン・パワーズシリーズ（ナンバー・ツー〈ロバート・ワグナー〉）
  - オースティン・パワーズ
  - オースティン・パワーズ:デラックス
  - オースティン・パワーズ ゴールドメンバー
- オーメン4（ノア）※ソフト版
- オフビート（長官〈フレッド・グウィン〉）※テレビ東京版
- オレゴン魂
- 俺たちフィギュアスケーター（コーチ〈クレイグ・T・ネルソン〉）
- ガーディアン/森は泣いている（ラルフ・ヘス〈ミゲル・フェラー〉）※テレビ朝日版、（クライン医師）※VHS版
- カイト/KITE（カール・アカイ〈サミュエル・L・ジャクソン〉）
- カサブランカ（リック・ブレイン〈ハンフリー・ボガート〉）※PDDVD版
- 風と共に去りぬ（ナレーター）※ソフト版
- 合衆国壊滅 M10.5（ロイ・ノーラン〈フレッド・ウォード〉）
- から騒ぎ（フランシス修道士〈ジミー・ユール〉）
- 監視（トッシュ〈ザンダー・バークレー〉）
- ガンジー（ブルームフィールド判事〈トレヴァー・ハワード〉）※ソフト版
- 完全犯罪（ポール・ハリントン〈ジョン・リスゴー〉）
- カンニング・モンキー 天中拳（鉄腕ルー、ワン）※フジテレビ版
- カンフーダンク!（ワン・イーワン〈ケネス・ツァン〉）
- 奇蹟/ミラクル（ホー刑事部長〈リチャード・ン〉）
- キッド（ハロルド・グリーン）
- 騎兵隊（ウィルキー伍長〈ケン・カーティス〉）※TBS新録版
- キャノンボール（ブラッドフォード・コンプトン〈バート・コンヴィー〉[51]）※フジテレビ版
- キングコング ※テレビ朝日新録版
- クイック・チェンジ（スケルトン〈ヴィクター・アルゴ〉）
- グリーン・カード（ローレンの父）
- クリスティーナの好きなコト（ジュディの父）
- クリティカル・リポート（トーマス・ラインズ）
- クリミナル（ウィリアム・ハニガン〈ピーター・マラン〉）
- クルーシブル（サミュエル・パリス牧師〈ブルース・デイヴィソン〉）
- ゲーム（サム・サザーランド〈ピーター・ドゥナット〉）※ソフト版
- 毛皮のエロス/ダイアン・アーバス 幻想のポートレイト（デヴィッド・ネメロフ〈ハリス・ユーリン〉）
- 剣客之恋（パオ・ジン〈アンソニー・ウォン〉）
- 原子力潜水艦浮上せず（ピート）
- ゴースト・オブ・ミシシッピー
- ゴースト/ニューヨークの幻（巡査部長〈スティーヴン・ルート〉）※ソフト版
- 氷の微笑（ニールセン〈ダニエル・フォン・バーゲン〉）※ソフト版
- コラテラル・ダメージ（エド〈J・ケネス・キャンベル〉）
- ゴリラ（マーヴィン・バクスター〈ジョー・レガルブート〉）※TBS版
- コロンブス（マーティン・ピンソン船長〈ロバート・デヴィ〉）
- コンクリート・ウォー（ペトレリ〈ジョージ・カイル〉）
- コンゴ（R・B・トラヴィス〈ジョー・ドン・ベイカー〉）※ソフト版
- サージェント・ペッパー ぼくの友だち（テオバルト医師）
- サイコ（ミルトン・アーボガスト探偵〈マーティン・バルサム〉）※ソフト版
- サイボーグコップ（キャラン〈ロン・スマーチャック〉）
- ザ・インターネット（マイケル・バーグストロム〈ケン・ハワード〉）※ソフト版
- ザ・インタープリター（ジェイ・ペティグリュー〈シドニー・ポラック〉）
- ザ・シークレット・サービス（デヴィッド・コッピンジャー〈スティーヴ・レイルズバック〉）
- ザ・ダイバー（プルマン大佐〈パワーズ・ブース〉）
- 殺意の香り（マーレイ・ゴードン）
- 殺人療法（ロジャー・スタイン〈マルコム・マクダウェル〉）※VHS版
- サンダーバード 劇場版（グレッグ・マーティン）※VHS版
- 3人のゴースト（リー・メジャース）
- シークレット・レンズ（将軍〈ロバート・コンラッド〉）
- ジーサンズ はじめての強盗（ジョー・ハーディング〈マイケル・ケイン〉）
- ジェシカおばさんの事件簿/遺言に隠された謎（オドワイヤー警部）
- 地獄の殺人救急車/狙われた金髪の美女（マクロスキー〈リチャード・ブライト〉、マーベル・コミックの編集長〈スタン・リー〉）
- 7月4日に生まれて（地域司令官〈エド・ローター〉）※テレビ朝日版
- ジム・ヘンソンのウィッチズ/大魔女をやっつけろ!（料理長）
- ジャイアント・ベビー（ホイーラー〈グレゴリー・シエラ〉）※日本テレビ版
- ジャングル・ジョージ（アーサー・スタンホープ）
- ジャングル・ブック（ジェフリー・ブライドン少佐〈サム・ニール〉）※VHS版
- ジャンヌ・ダルク（ジャンヌの良心〈ダスティン・ホフマン〉）※ソフト版
- ショーシャンクの空に（検察官〈ジェフリー・デマン〉）※TBS版
- ジョーズ（ベン・メドウズ）※TBS版
- ジョー・ブラックをよろしく（クインス〈ジェフリー・タンバー〉）
- ジョニー・ハンサム（マイキー〈スコット・ウィルソン〉）
- ジョン・キャンディの大進撃（R・J・ハッカー〈G・D・スプラドリン〉）
- 知りすぎていた男（エドワード・ドレイトン）※BD版
- 白と黒のナイフ（マシュー・バーンズ）
- ジングル・オール・ザ・ウェイ（テッド・マルティン〈フィル・ハートマン〉）※フジテレビ版
- 真実の瞬間（ラリー・ノーラン〈クリス・クーパー〉、ヴェルデ議員〈ブラッド・サリヴァン〉）
- 人生は、奇跡の詩（弁護士）
- シンデレラマン（スポーティ・ルイス〈ニコラス・キャンベル〉）
- スーパーマリオ 魔界帝国の女神（スカペリ〈ジャンニ・ルッソ〉）※ソフト版
- スイッチバック 追跡者（ネイト・ブッカー〈テッド・レヴィン〉）
- 推定無罪（ポルヒーマス、モーリー・ディッカーマン）※ソフト版
- スイミング・プール（ジョン〈チャールズ・ダンス〉）
- スウォーム
- スカイ・ファイター（モーガンスタイン将軍〈ギル・ジェラード〉）
- スコーピオン・キング（キング・フェロン〈ロジャー・リース〉）※日本テレビ版
- スター・ウォーズ エピソード2/クローンの攻撃（ラマ・スー）
- スター・ウォーズ/フォースの覚醒（ロー・サン・テッカー〈マックス・フォン・シドー〉）
- スターゲイト コンティニュアム ザ・ムービー（ジャック・オニール〈リチャード・ディーン・アンダーソン〉）
- スティーブン・キング/アーバン・ハーベスト2（ブリッグス保安官）
- スティールシャークス（ビル・マッケイ艦長〈ゲイリー・ビジー〉）
- スティング（エディ・ナイルズ）※テレビ朝日版
- SPY/スパイ（ソルサ・ドゥディエフ〈リチャード・ブレイク〉）
- スパイダー パニック!（ジョシュア〈トム・ヌーナン〉）※テレビ東京版
- スピード2（ルパート）※フジテレビ版
- スモール・ソルジャーズ（ギル・マース〈デニス・リアリー〉）※VHS版
- スリープウォーカーズ（アイラ保安官〈ジム・ヘイニー〉）
- セブン（マーティン・タルボット検事〈リチャード・ラウンドトゥリー〉）※テレビ東京版
- セブン・イヤーズ・イン・チベット（ホルスト・イーメンドルフ）※フジテレビ版
- 17 セブンティーン（イストヴァン・ジョナス〈マクシミリアン・シェル〉）
- 戦場でワルツを（ロン・ベン＝イシャイ）
- 続・激突!/カージャック（ハーリン・タナー警部〈ベン・ジョンソン〉）※ソフト版、（ローガン・ウォーターズ）※スター・チャンネル版
- ダークナイト ライジング（弁護士）
- ダーク・ハーフ（リック・カウリー）※ソフト版
- ダーティ・コップ（警部〈キース・デイヴィッド〉）
- ダーティハリー3（ヘンリー・リー・コールドウェル）
- ダーティファイター 燃えよ鉄拳（ダラス）
- タイタンの戦い（老父スピローズ〈ピート・ポスルスウェイト〉）※劇場公開版
- 第27囚人戦車隊（エリック・フォン・バーリング大尉〈D・W・モフェット〉）
- ダイ・ハード（エディ）※ソフト版、（ビッグ・ジョンソン〈ロバート・デヴィ〉）※フジテレビ版
- ダイ・ハード2（トルドー〈フレッド・トンプソン〉）※ソフト版
- ダイ・ハード3（リッキー・ウォルシュ〈アンソニー・ペック〉）※フジテレビ版
- 大爆破（カイザー刑事）
- タイムコップ（マルコム・ネルソン上院議員）※テレビ朝日版
- 太陽の雫（マルギタイ男爵〈ハンス・ツィッシュラー〉、皇帝、レドニツキ）
- ダウン（ギュンター・スタインバーグ〈マイケル・アイアンサイド〉）※テレビ東京版
- ダウンタウン・シャドー（クン大佐）※ソフト版
- 脱走山脈（ウィリー）※TBS版
- 007シリーズ
  - 007/ドクター・ノオ（ドクター・ノオ〈ジョセフ・ワイズマン〉）※ソフト版
  - 007/私を愛したスパイ（セルゲイ・バルゾフ〈マイケル・ビリントン〉）※TBS新録版
  - 007/ユア・アイズ・オンリー（アリスト・クリスタトス〈ジュリアン・グローヴァー〉）※ソフト版
  - 007/美しき獲物たち（スカーピン〈パトリック・ボーショー〉）※TBS版
  - 007/リビング・デイライツ（レオニード・プーシキン〈ジョン・リス＝デイヴィス〉）※テレビ朝日版
  - 007/消されたライセンス（ミルトン・クレスト〈アンソニー・ザーブ〉）※テレビ朝日版
  - ネバーセイ・ネバーアゲイン（エリオット〈ロナルド・ピックアップ〉）※フジテレビ版
- ダメージ（レイモンド）※ソフト版
- ダンク・ブラザース/脱線ファンにご用心（ビル・ウォルトン、ラリー・バード）
- ダンス オブ テロリスト（トリスタン・カルデロン）
- 父の祈りを（ロバート・ディクソン〈コリン・レッドグレイヴ〉）
- チャーリー（ジョセフ・スコット〈ジェームズ・ウッズ〉）
- 超時空兵団APEX（ジョーイの父）
- 沈黙のSHINGEKI/進撃（ダフィー〈スティーヴン・ラング〉）
- ツイスター（マーフィ）※ソフト版
- ツイン・タウン（グレヨ〈ドリエン・トーマス〉）
- DEAN/ディーン（ウィントン・ディーン〈マイケル・モリアーティ〉）
- デイ・アフター・トゥモロー（ブレイク大統領）※ソフト版
- ディテンション（ヴィンセント・コチェット〈チェッキー・カリョ〉）
- デッド・オア・アライブ/監獄の街（マック・ブラッドフォード〈フレデリック・フォレスト〉）
- テニス靴をはいたコンピューター（キグリー教授〈ウィリアム・シャラート〉）
- デビル（ハリー・スローン、トニー）※ソフト版
- デビルズ・メイド/死霊家政婦（サム・グレイ）
- デュークス・オブ・ハザード（ジェファーソン・デイヴィス・"ボス"・ホッグ〈バート・レイノルズ〉）
- デンジャラス・ビューティー2（ハリー・マクドナルド〈アーニー・ハドソン〉）※日本テレビ版
- トータル・リコール（マクレーン〈レイ・ベイカー〉、レジスタンスの男）※ソフト版
- トイ・ソルジャー（ドナヒュー判事）※フジテレビ版
- トゥームストーン（ジョン・ビーハン〈ジョン・テニー〉、ナレーター〈ロバート・ミッチャム〉）
- 逃亡者（チャールズ・ニコルズ〈ジェローン・クラッベ〉）※ソフト版
- トゥルー・ロマンス（警部〈エド・ローター〉）※テレビ東京版
- トム・クルーズ/栄光の彼方に（フリーマン・スミス〈テリー・オクィン〉）
- トム・ソーヤーの大冒険（サッチャー判事〈チャールズ・ロケット〉）※ソフト版
- ドライビング Miss デイジー（スリック）※VHS版
- ドラグネット 正義一直線（ピーター・パーヴィン市長）
- ドラゴン・アイズ（ミスターV〈ピーター・ウェラー〉）
- ドラゴンハート（アーサー王〈ジョン・ギールグッド〉）※ソフト版
- トランザム7000VS激突パトカー軍団（テキサス州知事）※ソフト版
- トランスフォーマー/ダークサイド・ムーン（リチャード・ニクソン大統領）
- ナチュラル・ボーン・キラーズ（デイル・リグレー巡査〈デイル・ダイ〉）
- 南部の唄（ジョン〈エリック・ロルフ〉）※ブエナ・ビスタ版
- ニクソン（ハリー・ロビンス・ハルデマン〈ジェームズ・ウッズ〉）
- 二重告訴（テッド・ノーレン検事）
- ニック・オブ・タイム（ブレンダン・グラント〈ピーター・ストラウス〉）※ソフト版
- ニュー・ジャック・シティ（ドン・アマティオ）※ソフト版
- ニューヨークの恋人 ※日本テレビ版
- ネイビー・シールズ（スティンソン）※テレビ朝日版
- ネメシス/S.T.X（スラン司令官〈ジュード・チコレッラ〉）
- ノース 小さな旅人（テキサスのパパ〈ダン・エイクロイド〉）
- バーチャル・ウォーズ3（アダム・スプリング〈ロバート・ヴォーン〉）
- バーティカル・リミット（ロイス・ギャレット〈スチュアート・ウィルソン〉、エド）※ソフト版
- バード・オン・ワイヤー（ポール・バーナード）※テレビ朝日版
- ハイ・クルセイド（ロジャー・ジャーニンガム）
- 背信の日々（ジャック・カーペンター〈デヴィッド・クレノン〉）
- ハイリスク（ドクター〈ケルヴィン・ウォン〉）
- パイレーツ・ロック（クエンティン〈ビル・ナイ〉）
- バウンド（ミッキー〈ジョン・P・ライアン〉）※ソフト版
- バジル（フレデリック〈デレク・ジャコビ〉）
- パズル（アンドレス神父）
- 裸の銃を持つ男 PART2 1/2（アーサー・ダンウェル）※テレビ朝日版
- パッセンジャー57（スチュアート・ラムジー社長〈ブルース・グリーンウッド〉）※ソフト版
- パッチ・アダムス トゥルー・ストーリー（ビル・デイヴィス〈ピーター・コヨーテ〉、プラック医師）
- バッド・ガールズ（グレイヴス〈ジム・ビーヴァー〉）※ソフト版
- バッドデイズ（ハーヴェイ〈エリオット・グールド〉）
- ハドソン・ホーク（レオナルド・ダ・ヴィンチ、ディーン）※日本テレビ版
- パトリオット・ゲーム（ジェフリー・ワトキンス〈ヒュー・フレイザー〉）※ソフト版
- パニック・ルーム（エヴァン・カーランダー〈イアン・ブキャナン〉）
- パブリック・エネミーズ（チャールズ・ウィンステッド捜査官〈スティーヴン・ラング〉）
- バリスティック（ロバート・ガント〈グレッグ・ヘンリー〉）※ソフト版
- バルティック・ストーム（ゲーリック〈ディーター・ラーザー〉）
- ハロウィンII（巡回警官〈ケン・スモルカ〉）
- ハンナとその姉妹（ノーマン）
- ピースメーカー（テリー・ハミルトン）※ソフト版
- ビー・バッド・ボーイズ（カール・ケイン学部長）
- ビーン（会長〈ジョン・ミルズ〉、ニュートン将軍〈バート・レイノルズ〉）※DVD・VHS版
- ビッグ・グリーン/でこぼこイレブン大旋風（エドウィン・ダグラス〈ジョン・テリー〉）
- ビッグムービー（テリー・ストリッチャー〈テレンス・スタンプ〉）
- 必殺ビッグガン/最後の標的（フェリックス〈フィリップ・レオタール〉）※テレビ朝日版
- 羊たちの沈黙（ジャック・クロフォード主任捜査官〈スコット・グレン〉）※DVD・BD版、（バーニー・マシューズ〈フランキー・フェイソン〉、ビンメル）※VHS版
- 瞳が忘れない/ブリンク（ライアン・ピアース）
- 陽のあたる教室（ソレンソン医師、マイケル）※ソフト版
- ピノキオ（ナレーター）
- ビバリーヒルズ・コップ2（チャールズ・ケイン〈ディーン・ストックウェル〉）※テレビ朝日版
- 百一夜（シモン・シネマ〈ミシェル・ピコリ〉）
- ビルとテッドの大冒険（ビルの父）
- ビンゴ!（検察官）
- WHO AM I?（モーガン局員）※ソフト版
- ファントム・ファイアー（ダッチ）
- フィールド・オブ・ドリームス（マーク）※日本テレビ版
- フィオナが恋していた頃（キアレン・ジョンソン〈ジェームズ・カーン〉）
- フィフス・エレメント（リンドバーグ大統領〈タイニー・リスター・Jr.〉）※日本テレビ版
- フェイス/オフ（ディートリッヒ・ハスラー〈ニック・カサヴェテス〉）※テレビ朝日版
- フォー・ザ・ボーイズ（シェパード〈パトリック・オニール〉）
- フォード・フェアレーンの冒険（ジュリアン・グレンデル〈ウェイン・ニュートン〉）
- フォレスト・ガンプ/一期一会（ダン・テイラー〈ゲイリー・シニーズ〉）※ソフト版
- ブギーナイツ（ジャック・ホーナー〈バート・レイノルズ〉）
- 不法侵入（ロジャー・グレアム）※ソフト版
- フライト・オブ・フェニックス（イアン〈ヒュー・ローリー〉）
- プライベートコール（クリスチャン・モス）
- ブラインド・ホライズン（ジャック・コルブ〈サム・シェパード〉）
- ブラックブック（ヘルベン・カイパース〈デレク・デ・リント〉）
- ブラックホーク・ダウン（ウィリアム・F・ガリソン少将〈サム・シェパード〉）※ソフト版
- フランティック（ダグラス・シャップ〈ジミー・レイ・ウィークス〉）※TBS版
- フリッパー（キムのパパ）
- プリティ・ガール（国王〈ジェームズ・フォックス〉）
- プリティ・リーグ（アイラ・ローウェンスタイン〈デヴィッド・ストラザーン〉）※ソフト版
- ブルドッグ（コック〈倉田保昭〉）
- フル・ブラント（ジョン・バグウェル〈ポール・グリーソン〉）
- ブルベイカー（ハイト上院議員）
- フレイルティー 妄執（ウェズリー・ドイルFBI捜査官〈パワーズ・ブース〉）
- プレシディオの男たち（ミューラー軍曹）※フジテレビ版
- プレデター2（巡査部長、ブライアンの父）※ソフト版
- フロム・ダスク・ティル・ドーン3（アンブローズ・ビアス〈マイケル・パークス〉）
- ペイバック（カーター〈ウィリアム・ディヴェイン〉）※ソフト版
- ベイビーズ・デイアウト/赤ちゃんのおでかけ（デイル・グリッソム捜査官〈フレッド・トンプソン〉）
- ヘモグロビン（マーロウ医師〈ルトガー・ハウアー〉）
- ホーム・アローン（フランク・マカリスター〈ゲリー・バンマン〉）※ソフト版、（ピーター・マカリスター〈ジョン・ハード〉）※フジテレビ版
- ホーム・アローン2（フランク・マカリスター〈ゲリー・バンマン〉）※ソフト版、（ピーター・マカリスター〈ジョン・ハード〉）※フジテレビ版
- ホーリーマン（ニーノ・セルッティ）
- ホット・ショット2（グレイ・エドワーズ上院議員〈ミッチェル・ライアン〉、哨戒艇の軍人〈マーティン・シーン〉）※ソフト版
- BODY/ボディ（マッカーディ〈チャールズ・ハラハン〉）※VHS版
- ボディ・ランゲージ（デルバート〈ロバート・パトリック〉）
- ホドロフスキーの虹泥棒（ルドルフ〈クリストファー・リー〉）
- ホログラムマン（エドワード・ジェイムソン〈マイケル・ヌーリー〉）
- ホワイトハウス狂騒曲（イライジャ・ホーキンス〈チャールズ・S・ダットン〉）※テレビ朝日版
- ホワイトハンター ブラックハート（ラルフ・ロックハート〈アラン・アームストロング〉）
- ホワット・ライズ・ビニース（ウォーレン・フューアー〈ジェームズ・レマー〉）
- マーヴェリック（エンジェル〈アルフレッド・モリーナ〉）※ソフト版
- マーズ・アタック!（フランス大統領〈バーベット・シュローダー〉、トム・ジョーンズ）※テレビ東京版
- マスク（ヴィントン医師〈アンドリュー・ロビンソン〉）
- マックスQ（ラスティ・ポーター）
- マッド・シティ（ケヴィン・ホーランダー〈アラン・アルダ〉）※ソフト版
- マディソン郡の橋（リチャード・ジョンソン〈ジム・ヘイニー〉）※ソフト版
- 摩天楼を夢みて（刑事〈ジュード・チコレッラ〉）
- マトリックス リローデッド（アーキテクト〈ヘルムート・バカイティス〉）※劇場公開版
- マトリックス レボリューションズ（アーキテクト〈ヘルムート・バカイティス〉）※劇場公開版
- マネー・トレーダー 銀行崩壊（ピエール・ボーマルシェ）
- 見ざる聞かざる目撃者（サザーランド〈アンソニー・ザーブ〉）
- ミスティック・リバー（バーデン捜査官）
- ミセス・ダウト（スチュワート・ダンマイア〈ピアース・ブロスナン〉）※フジテレビ版
- ミッションブルー/武装金融地帯（カール〈デレク・デ・リント〉）
- 未知への飛行（大統領〈ヘンリー・フォンダ〉）
- 密殺集団（アーチャー判事、ピッカー巡査〈チャールズ・ハラハン〉）
- ミッション:インポッシブル/ローグ・ネイション（委員長〈ナイジェル・バーバー〉）
- ミラーズ・クロッシング（エディ・デイン〈J・E・フリーマン〉）
- みんなのうた（マーク・シャブ）
- 名犬ラッシー/ラッシーの大冒険（ジョン・スタンレー）※VHS版
- めぐり逢えたら（グレッグ〈ヴィクター・ガーバー〉）※ソフト版
- モーリス（コーンウォリス学部長）※テレビ東京版
- もう子守歌はいらない（オールデン・ライス〈エドマンド・ジェネスト〉、外科医）
- 燃えよデブゴン 出世拳（チェン）
- ヤングガン2（ボブ・オリンジャー〈レオン・リッピー〉）※VHS版
- ユー・ガット・メール（ネルソン・フォックス〈ダブニー・コールマン〉）※ソフト版
- 誘導尋問（ウェイン・サッツ〈マーク・ブラム〉）
- 夢を生きた男/ザ・ベーブ（ブラザー・マサイアス〈ジェームズ・クロムウェル〉、ジミー・コルシモ）※ソフト版
- ライジング・サン（ジョン・モートン上院議員〈レイ・ワイズ〉）
- ライフ・イズ・コメディ! ピーター・セラーズの愛し方（デヴィッド・ニーヴン〈ナイジェル・ヘイヴァース〉）
- ライブ・フレッシュ（サンチョ）
- ラスト・ボーイスカウト（カルヴィン・ベイナード議員〈チェルシー・ロス〉）※ソフト版
- ラブ・アクチュアリー（ハリー〈アラン・リックマン〉）
- 乱気流/タービュランス（マット・パウエル機長〈J・ケネス・キャンベル〉）※ソフト版
- リコシェ（エリオット・フロイド本部長）※日本テレビ版
- リバイアサン（グレン・トンプソン医師〈リチャード・クレンナ〉）※VHS版
- リベンジ（バローネ）※VHS版
- ルディ/涙のウイニング・ラン（ダン・デヴァイン〈チェルシー・ロス〉）
- レイダース/失われたアーク《聖櫃》（マーカス・ブロディ〈デンホルム・エリオット〉）※WOWOW・BD版
- レインマン（ケルソ）※TBS版
- レザボア・ドッグス（Mr.ピンク〈スティーヴ・ブシェミ〉）
- レジョネア 戦場の狼たち（スティンカム司令官〈スティーヴン・バーコフ〉）※ソフト版
- レッド・オクトーバーを追え!（ジェフリー・ペルト〈リチャード・ジョーダン〉）※TBS版
- レッド・ブラスト（ラ・ノヴァ〈ロイ・シャイダー〉）
- レッド・ブロンクス（ホワイト・タイガー）※テレビ東京版
- ローズ家の戦争（ハリー・ターモント〈G・D・スプラドリン〉）※ソフト版
- ローマの休日（バナコーヴェン医師）※ソフト版
- ロケッティア（ウーリー捜査官〈ジェームズ・ハンディ〉）※ソフト版、（フィッチ捜査官〈エド・ローター〉）※テレビ朝日版
- ロボコップ（ヘッジコック警部補）※VHS版
- ロボコップ2（ドナルド・ジョンソン、マグナボルトのセールスマン〈ジョン・グローヴァー〉）※20世紀フォックス版、（ホルツガング）※テレビ朝日版
- ロボコップ3（ケイシー・ウォン）※ソフト版
- ロミオとジュリエット（ヴェローナ公）※テレビ東京版
- ロング・キス・グッドナイト（リーランド・パーキンス〈パトリック・マラハイド〉）※ソフト版
- WASABI（ヴァンネック）※ソフト版
- わたしは目撃者（カラブレジ博士）
- ワン・ナイト・スタンド（ドン〈トーマス・ヘイデン・チャーチ〉）
- ワン・モア・タイム（ベイリー医師）※ソフト版

#### ドラマ
- アガサ・クリスティー ミス・マープル
  - スリーピング・マーダー（ディッキー・アースキン〈ポール・マッギャン〉）
  - ゼロ時間へ（トマス・ロイド〈ジュリアン・サンズ〉）
- 悪魔の異形 #6（マーク〈マイケル・カルバー〉）
- アフターショック/ニューヨーク大地震（サム・ソレル）
- アルフ シーズン2 #10（ネイサン・ピール）
- ER緊急救命室（レトロスペクティブ〈スティーヴン・スピルバーグ〉）
- ウルトラマンパワード（エセックス大佐）
- うわさの刑事 テキーラとボネッティ（ミディアン・ナイト〈チャールズ・ロケット〉[4]）
- X-ファイル（カルヴィン・ヘンダーソン〈マーシャル・ベル〉）※ソフト版
  - シーズン5 #9「分裂」（医師）
  - シーズン5 #10「ドール」（ボンザント警部）
  - シーズン9 #14「モンスター」（コンロン〈トミーの父親〉）
- NCIS: ニューオーリンズ シーズン2 #8（マーク・マズロー〈ジェイ・トーマス〉）
- L.A.ロー 七人の弁護士（ダグラス・ブラックマンJr.〈アラン・レイキンズ〉）
- エレメンタリー ホームズ&ワトソン in NY
- オーメン（ジョン・ライオンズ〈スコット・ウィルソン〉）
- OZ/オズ（バーノン・シリンガー〈J・K・シモンズ〉、ユーリー・コシガン）
- 俺がハマーだ!
  - シーズン1 #21（ピーナッツ検事〈ゲリット・グレアム〉）
  - シーズン2 #16（ダーウッド・モンロー）
- キャッスル 〜ミステリー作家は事件がお好き シーズン3 #5（セサール・カルデロン〈A・マルティネス〉）
- クリミナル・マインド FBI行動分析課（ジェイソン・ギデオン〈マンディ・パティンキン〉）
- 刑事ナッシュ・ブリッジス シーズン1 #7（エリオット・ロス〈ジョン・フィン〉）
- 刑事モース〜オックスフォード事件簿〜（サー・エドモント）
- ゴースト 〜天国からのささやき #5（アーネスト・サッター）
- コールドケース6（ボルティモア・レッド）
- 恋するアンカーウーマン #5（ウェード・ベンソン）
- こちらブルームーン探偵社 シーズン3 #3（ギブソン捜査官）、#11（ロバート、エド・シャーロック）
- 昏睡病棟 -COMA-（ハワード・スターク〈ジェームズ・ウッズ〉）
- ザ・コミッシュ シーズン1 #5・6（カール・スラック）
- ザ・ホワイトハウス（マーク・ゴットフリード）
- 三国志演義（許汜）※NHK-BS2版
- CIA:ザ・エージェンシー（アレックス・ピアース長官〈ロニー・コックス〉）※ソフト版
- CSI:11 科学捜査班（エイデン博士）
- CSI:ニューヨーク5（ロバート・ダンブルック〈クレイグ・T・ネルソン〉）
- ジム・ヘンソンのストーリーテラー（兵士〈ボブ・ペック〉）
- ジム・ヘンソンのファンタジー・ワールド（ゴンゾ）
- シャーロック・ホームズの冒険
  - 赤い輪（レヴァートン）
  - ボスコム渓谷の惨劇（検視官）
- ジョーイ シーズン2 #10（ジョージ・ハミルトン）
- 新アウターリミッツ シーズン1 #21（テニソン）
- 新・刑事コロンボ 死者のギャンブル（カーディーラー）
- 新スタートレック シーズン7 #16（ガーヴィン）
- 新・ヒッチコック劇場 シーズン1 #8（アレクス〈アンディ・ガルシア〉）
- スターゲイト
  - SG-1（ジャック・オニール〈リチャード・ディーン・アンダーソン〉）
  - アトランティス（ジャック・オニール〈リチャード・ディーン・アンダーソン〉）
- スタートレック:ディープ・スペース・ナイン シーズン3 #5（エンテク〈グレゴリー・シエラ〉）
- スティーヴン・キングのキングダム・ホスピタル（ナレーション）
- スティーヴン・キングのランゴリアーズ（ロジャー・トゥーミー）※VHS版
- SEX AND THE CITY（リチャード・ライト〈ジェームズ・レマー〉）
- 捜査官クリーガン（スティーヴン・エンライト〈マイケル・フィースト〉）
- そりゃないぜ!? フレイジャー（マーティン・クレイン〈ジョン・マホーニー〉）
- 孫子兵法
- ダークエイジ・ロマン 大聖堂（ウェイルラン〈イアン・マクシェーン〉）
- ダークエンジェル
  - シーズン1 #4（ネイサン・ヘレーロ〈トニー・ペレス〉）※ソフト版
  - シーズン2 #13（ジョージ博士）※ソフト版
- 第一容疑者1 連鎖（ジョン・シェフォード主任警部）
- 第一容疑者7 裁かれるべき者（クライムナイトの司会者）
- ダメージ2（ウェイン）
- 地上最強の美女たち!チャーリーズ・エンジェル パイロット版（スコット・ウッドヴィル〈デヴィッド・オグデン・スティアーズ〉）
- 超音速ヒーロー ザ・フラッシュ（カール・タナー博士〈スタン・アイヴァー〉、カーティス・ボハナン〈リチャード・バージ〉）※日本テレビ版
- ツイン・ピークス The Return（フランク・トルーマン保安官〈ロバート・フォスター〉）
- トップモデル諜報員 カバー・アップ（ヘンリー・トオラー〈リチャード・アンダーソン〉）
- ナイトライダー
  - シーズン2 #21（サム〈アレックス・キュービック〉）
  - シーズン4 #8（スティーブ・コクラン〈グレンジャー・ハインズ〉）
- 犯罪捜査官ネイビーファイル（A・J・チェグウィデン少将〈ジョン・M・ジャクソン〉）
- ヒルストリート・ブルース（ジョン・ラルー刑事〈キール・マーティン〉）
- フェアリーテール・シアター
  - 白雪姫と七人の小人（魔法の鏡〈ヴィンセント・プライス〉）
  - はだかの王様（ナレーター〈ティモシー・ダルトン〉）
- プラハの恋人
- フリッパー シーズン1 #12（エリック・ドゥービン）
- ボードウォーク・エンパイア 欲望の街（ハリー・ドワティ〈クリストファー・マクドナルド〉）
- 冒険野郎マクガイバー
  - シーズン1 #4（ディエゴ・モントーヤ）、#13（エド・トレイン署長）、#14（カーライル）
  - シーズン2 #8（カリー）、#21（ランサー）
- マペット放送局（アナウンス〈代役〉）
- ミステリー・ゾーン シーズン1 #4（マーティ・ソウル〈テッド・デ・コルシア〉）※ソフト版
- ミス・マープル 復讐の女神（ブラバゾン大執事）
- 名探偵ポワロ ※NHK版
  - 砂に書かれた三角形（ホテル支配人）
  - マースドン荘の惨劇（ジョナサン・マルトラバース）
  - 雲をつかむ死（ミッチェル）
  - 負け犬（ビクター・アストウェル）
  - その他（エンドハウスの怪事件、ヒッコリー・ロードの殺人）
- 名探偵Mr.モンク（リーランド・ストットルマイヤー警部〈テッド・レヴィン〉）※WOWOW・スターチャンネル版
- モビー・ディック（マプル神父〈グレゴリー・ペック〉）
- ヤングライダーズ シーズン1 #17（メリック大尉）、#23・24（アーノルド・ティレム）
- ラスベガス（教授〈エリオット・グールド〉）
- LAW&ORDER:クリミナル・インテント（ピーター・ブレイクモア判事）
- ロイヤル・スキャンダル 〜エリザベス女王の苦悩〜（サー・アラン・“トミー”・ラッセルズ〈サイモン・ウィリアムズ〉）

#### アニメ
- アラジンの大冒険（恋人の男、市長）
- アンツ（マンディブル将軍）
- アントブリー（長老）
- インヴェイジョンUSA（コンラッド将軍）
- カーズ/クロスロード（スモーキー）
- キャスパー（ナレーター）
- スター・ウォーズシリーズ
  - スター・ウォーズ ドロイドの大冒険（テリナルド・スクリード提督）※DVD版
  - スター・ウォーズ/クローン・ウォーズ (テレビアニメ)（ラマ・スー）
- ぞうのババール（ババール王[4]）
- タンタンの冒険（アルカサル）
- 超ロボット生命体 トランスフォーマー プライム（アルファトライオン）
- トータリー・スパイズ!・ザ・ムービー（テレンス・レウィス）
- トランスフォーマー アニメイテッド（ヨケトロン）
- ネクスト・アベンジャーズ 〜未来のヒーローたち〜（トニー・スターク）
- バットマン
- パパはグーフィー
- ファンタジア2000（イツァーク・パールマン）
- リトル・マーメイド

### 特撮
- 仮面ライダー 第26話「恐怖のあり地獄」（警官）

### テレビドラマ
- 特別機動捜査隊

### 舞台
- イフィジェニー（1963年、劇団城） - ユリス[52]
- 海と日傘
- 蔵のある家
- 双頭の鷲
- ブリタニキュス
- ヘルゲランの勇者たち
- マクベス